# Remniku
Remniku är en by (estniska: küla) i Alutaguse kommun i landskapet Ida-Virumaa i nordöstra Estland. Byn ligger vid norra stranden av sjön Peipus, där den meandrande bäcken Remniku oja har sitt utflöde.
I kyrkligt hänseende hör byn till Iisaku församling inom den Estniska evangelisk-lutherska kyrkan.
Före kommunreformen 2017 hörde byn till dåvarande Alajõe kommun.